# Вртлог Нијагара
Вртлог Нијагара је природни вртлог у реци Нијагари. Налази се дуж канадско-америчке границе, између Њујорка и Онтарија. Вртлог се налази у Нијагариној клисури, низводно од Нијагариних водопада. Највећа дубина вртлога је 38 м.

## Геологија
Процењује се да је вртлог настао пре отприлике 4.200 година узводном ерозијом обале. Нијагарини водопади формирали су се дуж Нијагарине стрмине и повлаче се узводно од свог формирања. Током овог нормално спорог процеса, током последње глацијације, водопади су пресекли старо корито реке. У то време, током повлачења леда, клисура је била испуњена лабавим седиментом и стеном. Када су се водопади укрстили са овом затрпаном клисуром река је брзо однела насути муљ и стене. Стара затрпана клисура била је скоро вертикална у односу на површину реке. Ова нагла и изненадна промена смера тока реке, заједно са брзином протоком воде која излази из клисуре, резултирала је турбулентним ковитлањем. 
Током нормалног протока Вртлог Нијагара се природно окреће у смеру супротном од казаљке на сату. Међутим, када се више воде из реке преусмери на околне хидроелектране, правац вртлога често се мења.

## Атракције у близини
У близини Вртлога Нијагара налазе се два заштићена подручја.  На америчкој страни је парк природе Нијагара (Whirlpool State Park), а на канадској Резерват природе Нијагара Глен (Niagara Glen Nature Reserve). 
Изнад вртлога пролази ваздушни трамвај, који на том месту прелази реку. Траса овог ваздушног трамваја протеже се између две тачке на канадској страни и четири пута накратко улази на територију Сједињених Америчких Држава.
- Галерија
- Атрактивна вожња ваздушним трамвајем преко вртлога
- Кречњачка обала
- Брзаци испред вртлога